# Gabaldón (Nueva Écija)
Gabaldón (Bayan ng Gabaldon), antaño conocido como Bitulok o Sabani, es un municipio filipino de tercera categoría, situado en la parte central de la isla de Luzón. Forma parte del Tercer Distrito Electoral de la provincia de Nueva Écija situada en la Región Administrativa de Luzón Central, también denominada Región III.

## Geografía
Municipio situado en el este de la provincia, fronterizo con la provincia de Aurora, municipios de San Luis del Príncipe y Dingalán, al pie de las montañas de Sierra Madre. Linda al norte con el municipio de Pantabangán; al sur con el de General Tinio; y al oeste con el de Laur.

### Barangays
El municipio  de Gabaldón   se divide, a los efectos administrativos, en 16 barangayes o barrios, conforme a la siguiente relación:
| - Bagong Sikat - Bagting - Bantug - Bitulok, Población Norte | - Bugnan - Calabasa - Camachile - Cuyapa | - Ligaya - Macasandal - Malinao - Pantoc | - Pinamalisan - Población Sur - Sawmill - Tagumpay |  |

## Historia
En el año de 1950, los barrios de Bitulok, Bantug, Bitulok Saw Mill, Cuyapa, Macasandal, Pantok, Calumpang, Malinao, Tagumpay, Bugnan, Bagong Sicat, Ligaya, Calabasa, Batería y Pintong Bagting, entonces perteneciente al término de Laur, se separaron para constituir el nuevo municipio de Bitulok.
El nombre fue cambiado por el de Sabani y posteriormente por el actual.